# إيستفان نيرس
إيستفان نيرس (بالمجرية: István Nyers) ويعرف أيضًا باسم ستيفانو نيرز (مواليد 25 مايو 1924 - توفي 9 مارس 2005) هو لاعب كرة قدم مجري لعب كمهاجم و كجناح أيسر. على الرغم من أنه لعب في مباراتين دوليتين فقط مع منتخب المجر ، إلا أنه يعتبر واحداً من أعظم أساطير كرة القدم في بلاده، حيث وصل إلى ذروة مسيرته في أربعينيات وخمسينيات القرن الماضي.
لعب إيستفان للعديد من الفرق الأوروبية، لكن أهم محطاته كانت مع نادي إنتر ميلان، فانتقل إليهم في عام 1948، ثم تطور ليصبح واحدًا من أقوى المهاجمين في تاريخ دوري الدرجة الأولى الإيطالي. سجل في أول مواسمه 26 هدفًا وحاز علي لقب هداف الدوري. وخلال 6 مواسم قضاها مع إنتر ميلان لعب معهم 182 مباراة وسجل ما مجموعه 133 هدفا. يذكر أنه توج مرتين بلقب الدوري الإيطالي في موسمي 1952–53 و1953–54 مع إنتر ميلان.

## روابط خارجية
- إيستفان نيرس على موقع قاعدة بيانات كرة القدم.إي يو (الإنجليزية)
- إيستفان نيرس على موقع ناشيونال فوتبول تيمز (الإنجليزية)
- إيستفان نيرس على موقع عالم كرة القدم.نت (الإنجليزية)